# Bahrein
Bahrein (uitspraak: [bɑχˈrɛɪn]), officieel het Koninkrijk Bahrein (Arabisch: مملكة البحرين, Mamlakat al-Bahrayn), is een kleine eilandstaat in de Perzische Golf. Het is een archipel met 33 eilanden, waarvan het grootste zo'n 55 km lang en 18 km breed is, gelegen voor de kust van Saoedi-Arabië. In het zuidoosten ligt het schiereiland Qatar. Tweehonderd kilometer aan de overkant van de Golf ligt buurland Iran. Als centraal gelegen golfstaat vervult Bahrein een belangrijke economische en financiële positie binnen de oliewereld.
De naam Bahrayn betekent letterlijk twee zeeën in het Arabisch. Bahrein werd op 16 december 1971 onafhankelijk van het Verenigd Koninkrijk. Het koninkrijk is militair zeer belangrijk als standplaats en steunpunt van de Amerikaanse vijfde vloot in de Perzische Golf. De hoofdstad Manama fungeert als centrum van de Amerikaanse marine in de regio.
Het land behoort tot de Arabische Liga.

## Geografie

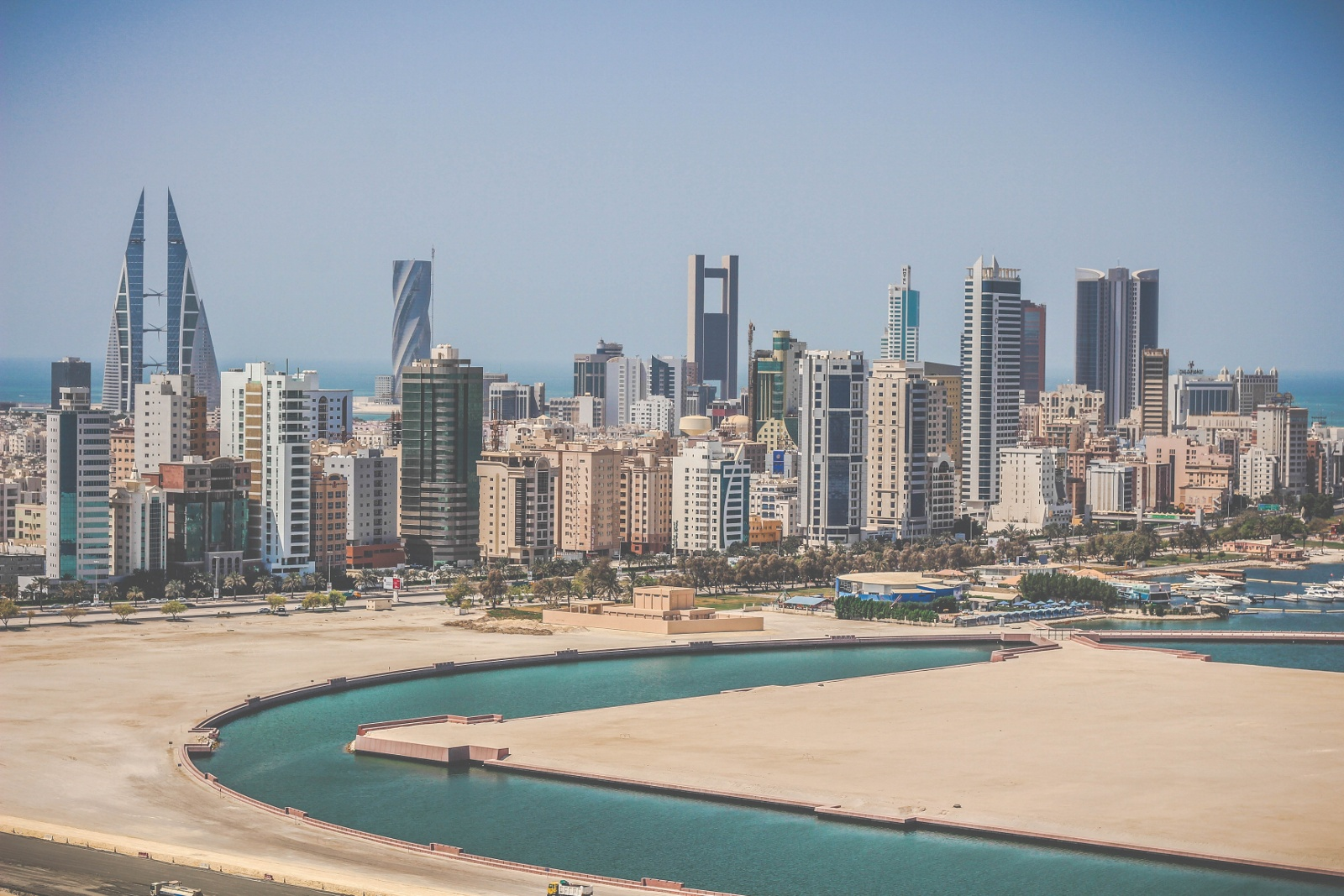
Manamah skyline gezien vanaf Juffair

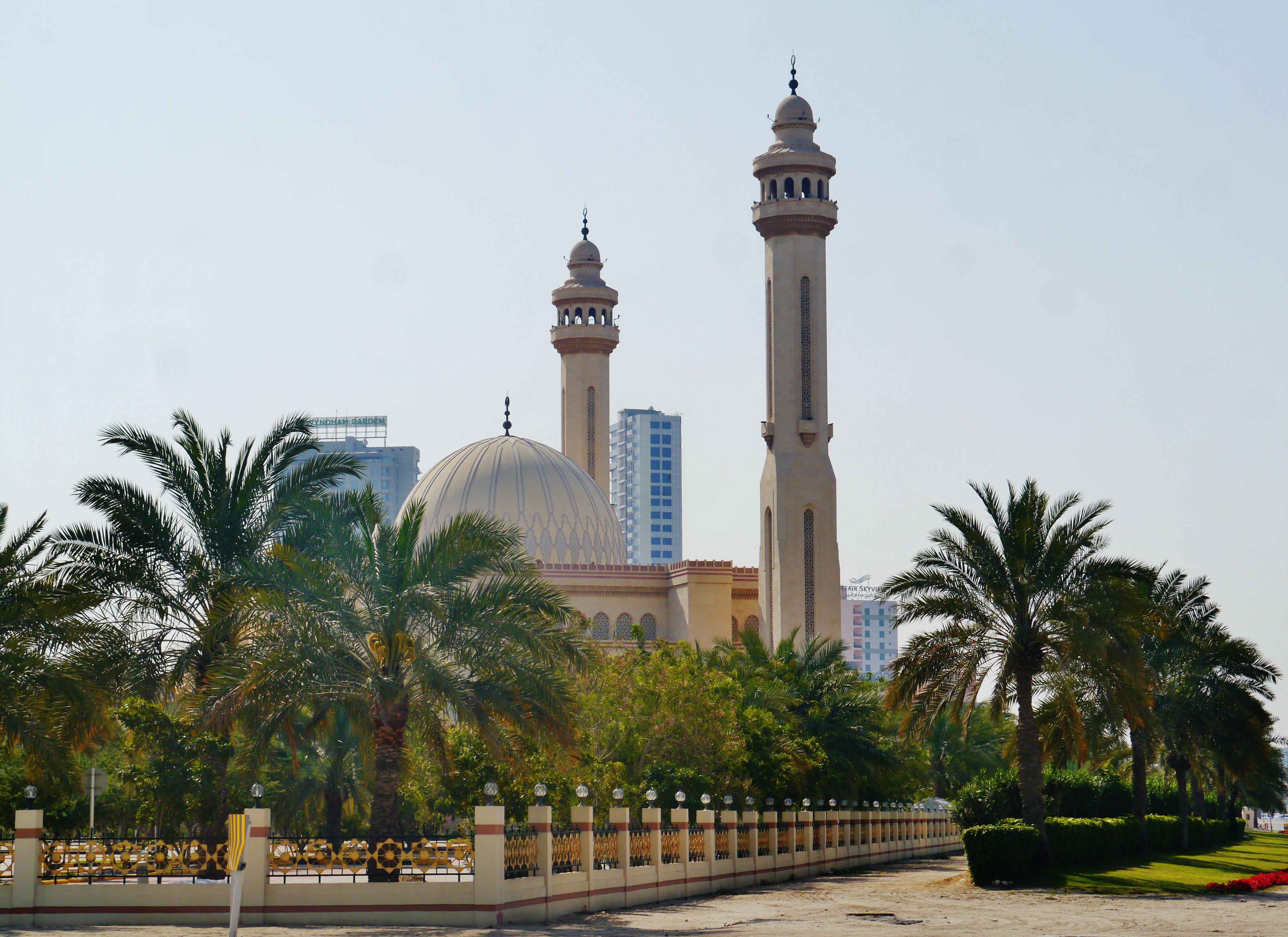
De Manama al-Fateh Grand Mosque, de belangrijkste moskee van het land.

Bahrein bestaat uit een groep van 33 eilanden in de Perzische Golf, onderling verbonden door een netwerk van bruggen. Er is ook een brugverbinding met Saoedi-Arabië, de King Fahd Causeway. Een 40 km lange verbinding met Qatar is in aanbouw.
Bahrein betekent letterlijk "twee zeeën", doelend op de laag zoet water die vroeger onder de zoute laag zeewater rond de eilanden lag. Deze laag zoet water is verdwenen. Door het huidige klimaat in de Golf is Bahrein grotendeels woestijn. Andere noemenswaardige eilanden zijn Umm Nasaneiland, Muharraq, Nabih Saliheiland en de Hawareilanden voor de kust van Qatar.
Bahrein is een rotsachtig eiland, met onder andere zoutmoerassen aan de zuidwestkust.

## Klimaat
De eilanden hebben een droog klimaat met koele winters en hete, drukkende zomers (mei tot oktober).

## Bestuurlijke indeling
Bahrein kent naast de centrale overheid als andere bestuurslagen, territoriale onderdelen waar regels vastgesteld en/of beslissingen worden genomen over bepaalde gebieden en/of hun bewoners, alleen de vijf gouvernementen (muhafazat). De gouvernementen zijn:
1. Hoofdstad (al-'Asimah)
2. Centraal (al-Wustah)
3. Muharraq (al-Muharaq)
4. Noord (ash-Shamaliyah)
5. Zuid (al-Janobiyah)

## Bevolking
De bevolking is overwegend Arabisch met een tot de sjiitische islam behorend heersend stedelijk element. Vandaag zijn de inwoners nog maar voor 70 procent Bahreiners. 30 procent zijn Omanieten, Indiërs, Pakistanen, Iraniërs en westerlingen. 80 procent van de bevolking woont in de steden. Bahrein is een dichtbevolkt land. Bijna de gehele bevolking woont op de noordelijke helft van het eiland, dat in één grote agglomeratie is veranderd. Het zuidelijk deel is grotendeels onbewoond.
De stad Manama is sinds 1932 de hoofdstad. Daarvoor waren dit Riffa (tot 1869) en Muharraq (1869-1932). De grootste steden volgens de volkstelling van 2001 zijn Manama (143.035 inwoners), Muharraq (91.307), Riffa (79.550), Madinat Hamad (52.718) en A'ali (47.529).
De bevolking is in de laatste decennia sterk gegroeid: 160 000 (1963), 182 000 (1965), 217 000 (1971), 650 604 (2001), 1 248 348 (2012).

## Talen
Het Arabisch is de officiële taal, maar ook Engels wordt er veel gebruikt en is een verplichte tweede taal in alle scholen. Er wordt ook Perzisch gesproken, maar voornamelijk binnenshuis. Een aantal andere talen wordt gesproken onder de expats, waaronder Urdu, Hindi en Tagalog.

## Religie
De bevolking is voor het grootste deel islamitisch (ongeveer 82 procent; daarvan zijn 60 procent sjiieten en 40 procent soennieten). De regerende familie en veel van de rijkere en meer invloedrijke Bahreini zijn soennieten. Dit verschil is een onderliggende oorzaak van spanning, vooral tijdens en na de Iran-Irak oorlog (1980-88). Consumptie en/of invoeren van alcohol en varkensvlees is strafbaar. Verkoop en consumptie van alcohol en varkensvlees wordt echter in luxehotels getolereerd.
8 procent van de bevolking is christen. Tot 700 n.Chr. was Bahrein een belangrijk centrum van de Nestorianen. De katholieken van Bahrein ressorteren onder het Apostolisch Vicariaat Noord-Arabië (Apostolicus Vicariatus Arabiae Settentrionale) met zetel in Bahrein, dat ook het grondgebied van Qatar, Koeweit en Saoedi-Arabië omvat. In 2013 werd de bouw van een kerk aangekondigd die zal toegewijd worden aan Onze-Lieve-Vrouw van Arabië. Het vicariaat is sinds 12 april 2020 vacant.
Voorts zijn er kleine groepen joden, hindoes en bahai in Bahrein.

## Internationale betrekkingen
Alhoewel Bahrein een klein land is, speelt het land sinds de opkomst van de olieindustrie een relatief belangrijke rol in de internationale politiek. Het land is een van de zes leden van de Samenwerkingsraad van de Arabische Golfstaten en heeft aan Saoedi-Arabië een belangrijke bondgenoot. De Amerikaanse vijfde vloot heeft haar thuishaven in Bahrein. De Amerikanen leveren ook wapens aan het Bahreinse regime. Het land was een van de sponsors van de internationale luchtaanvallen tijdens de Opstand in Libië in 2011.

## Economie
Door middel van irrigatie, gevoed door artesische bronnen, is langs de noordkust landbouw mogelijk (o.a. productie van dadels en luzerne).
De traditionele middelen van bestaan waren botenbouw, weven, het maken van rieten matten en de parelvisserij, waarom Bahrein befaamd is. De parelvisserij is echter sterk achteruitgegaan. 17 bouwwerken in Muharraq werden in 2012 op de Werelderfgoedlijst van de UNESCO geplaatst en getuigen nog van deze visserij.
Na mislukte pogingen van de Engelsen slaagden de Amerikanen erin in 1932 olie aan te boren. Er werd een grote olieraffinaderij gebouwd, die ook de uit Saoedi-Arabië via een pijpleiding aangevoerde olie verwerkt. De olieconcessies zijn in handen van de Bahrein Petroleum Company (BAPCO). De royalty's op de oliewinning zijn een van de belangrijkste inkomstenbronnen van de regering.
Bahrein is een opkomende toeristische locatie. In 2008 bezochten acht miljoen toeristen het eiland. De toeristen kwamen vooral uit de omringende Arabische landen. Het koninkrijk stelt zich voor als een land met een mengeling van de hedendaagse Arabische cultuur en de jarenoude historische monumenten.
Prominente bezienswaardigheden van het land zijn: het Nationaal Museum van Bahrein, het Qal’at al-Bahrein (Fort van Bahrein) en de Al Fateh Grand Mosque (Grote Moskee).
Bahrein heeft een uitgebreid autosnelwegnet.

## Sport

### Formule 1
Bahrein is het op een na kleinste land dat een race herbergt in het Formule-1-circus, na Monaco. Deze race wordt sinds 2004 gereden op het nieuwe, door Hermann Tilke ontworpen circuit Sakhir, ongeveer 35 kilometer ten zuidwesten van Manama. De race van 13 maart 2011 werd afgelast omwille van politieke onrust in Bahrein, die ontstond na de volksopstanden in Tunesië en Egypte, die elk leidden tot het aftreden van de respectieve dictators Ben Ali en Mubarak.

## Geboren
- May Calamawy (1986), Egyptisch-Palestijns actrice